# Bank Gospodarstwa Krajowego

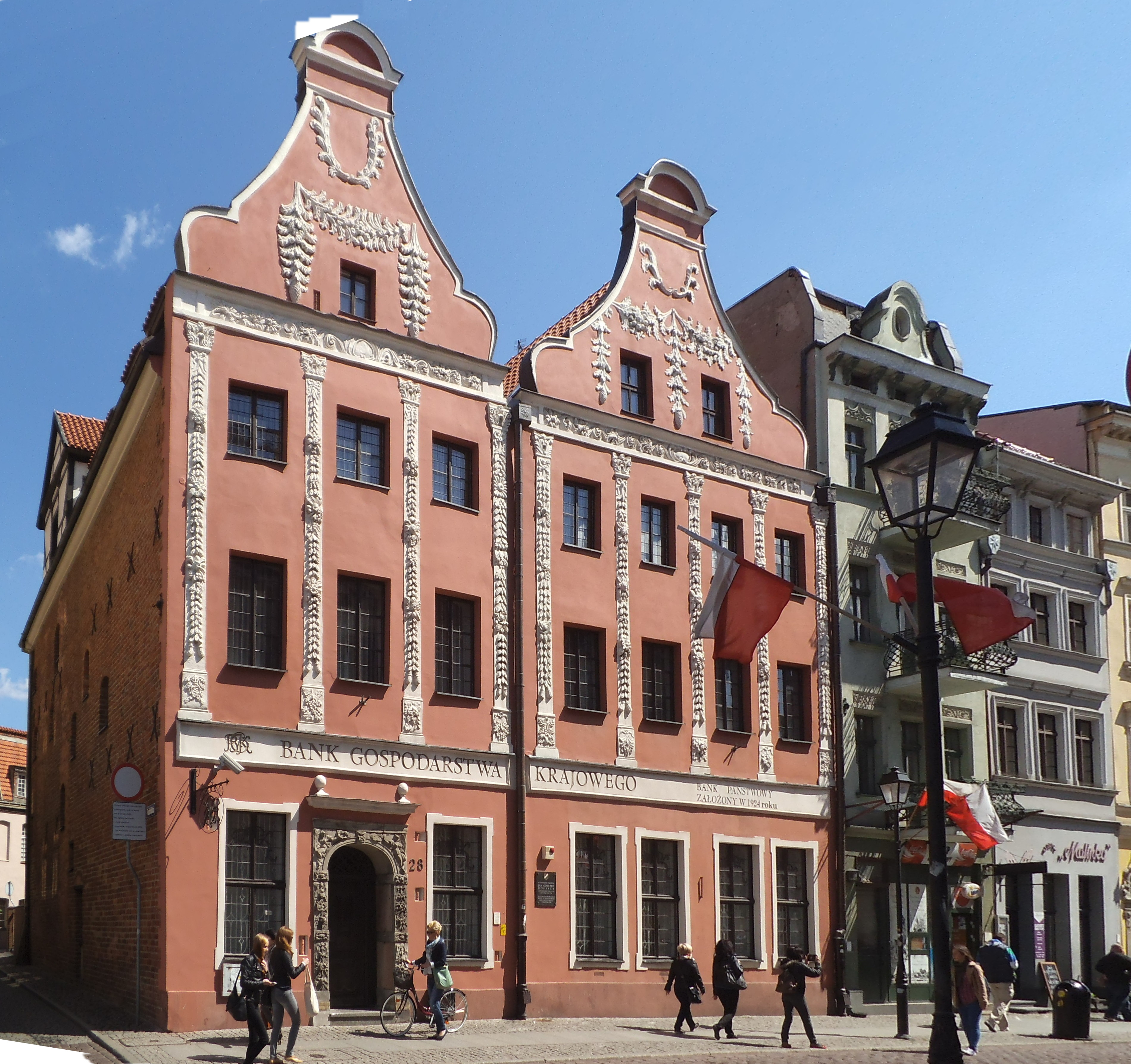
Bank Gospodarstwa Krajowego w Toruniu, 2015

Bank Gospodarstwa Krajowego – polski bank państwowy, jedyny tego rodzaju podmiot w Polsce, należący w całości do Skarbu Państwa.
Został powołany ustawą do wspierania rządowych programów społeczno-gospodarczych oraz programów samorządności lokalnej i rozwoju regionalnego. Współpracuje z innymi instytucjami z Grupy Polskiego Funduszu Rozwoju: Korporacją Ubezpieczeń Kredytów Eksportowych, Polską Agencją Inwestycji i Handlu, Polską Agencją Rozwoju Przedsiębiorczości oraz Agencją Rozwoju Przemysłu.

## Działalność
- Rozwija systemy poręczeń i gwarancji mające na celu pobudzanie przedsiębiorczości.
- Inicjuje i realizuje programy służące wzrostowi gospodarczemu Polski.
- Stanowi centrum kompetencyjne w finansowaniu projektów infrastrukturalnych, eksportu, spółek komunalnych i samorządów.
- Angażuje się w programy służące poprawie sytuacji na rynku mieszkaniowym i dostępu Polaków do mieszkań.
- Zarządza programami europejskimi i dystrybuuje środki unijne w skali krajowej i regionalnej.
- Jest instytucją wiodącą w procesie konsolidacji finansów publicznych.
- Specjalizuje się w obsłudze rządowych programów finansowych i dystrybucji związanymi z nimi funduszami celowymi oraz w obsłudze rachunków bankowych instytucji państwowych.

## Historia

### Bank Gospodarstwa Krajowego przed II wojną światową
Bank Gospodarstwa Krajowego powstał 30 maja 1924 r. z inicjatywy ówczesnego premiera i ministra skarbu, Władysława Grabskiego. Bank powołany został na mocy dekretu Prezydenta Rzeczypospolitej. Powstał w wyniku fuzji trzech wywodzących się z Galicji banków publicznych: Polskiego Banku Krajowego, Państwowego Banku Odbudowy i Zakładu Kredytowego Miast Małopolskich. Pierwszym prezesem Banku Gospodarstwa Krajowego był dr Jan Kanty Steczkowski, który pełnił funkcję prezesa do końca czerwca 1927 r.
W 1927 r. prezesem BGK został gen. Roman Górecki. Na swojej pierwszej konferencji prasowej 24 lutego 1928 r. ówczesną misję BGK zdefiniował następująco: „Pojęcie zysku w BGK nie może być identyczne z pojęciem zysku w innej instytucji finansowej, bo BGK nie jest instytucją, która by pracowała na zysk. Zysk banku – to postęp ogólny w życiu gospodarczym Polski”.
Do głównych zadań BGK należało udzielanie pożyczek długoterminowych poprzez emisję listów zastawnych, obligacji komunalnych, kolejowych i bankowych, udzielanie pożyczek samorządowych, a także kredytowanie instytucji oszczędnościowych i wykonywanie wszelkich innych czynności bankowych. Szczególne obowiązki spoczywały na banku wobec przedsiębiorstw państwowych i samorządowych. Papiery emitowane przez BGK były gwarantowane przez Skarb Państwa, ich graficzką była m.in. Zofia Stryjeńska.

#### Centrala

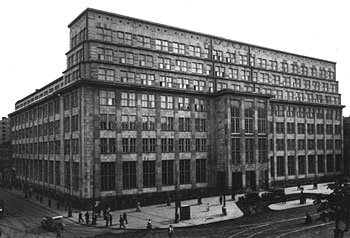
Siedziba centrali banku (1931)

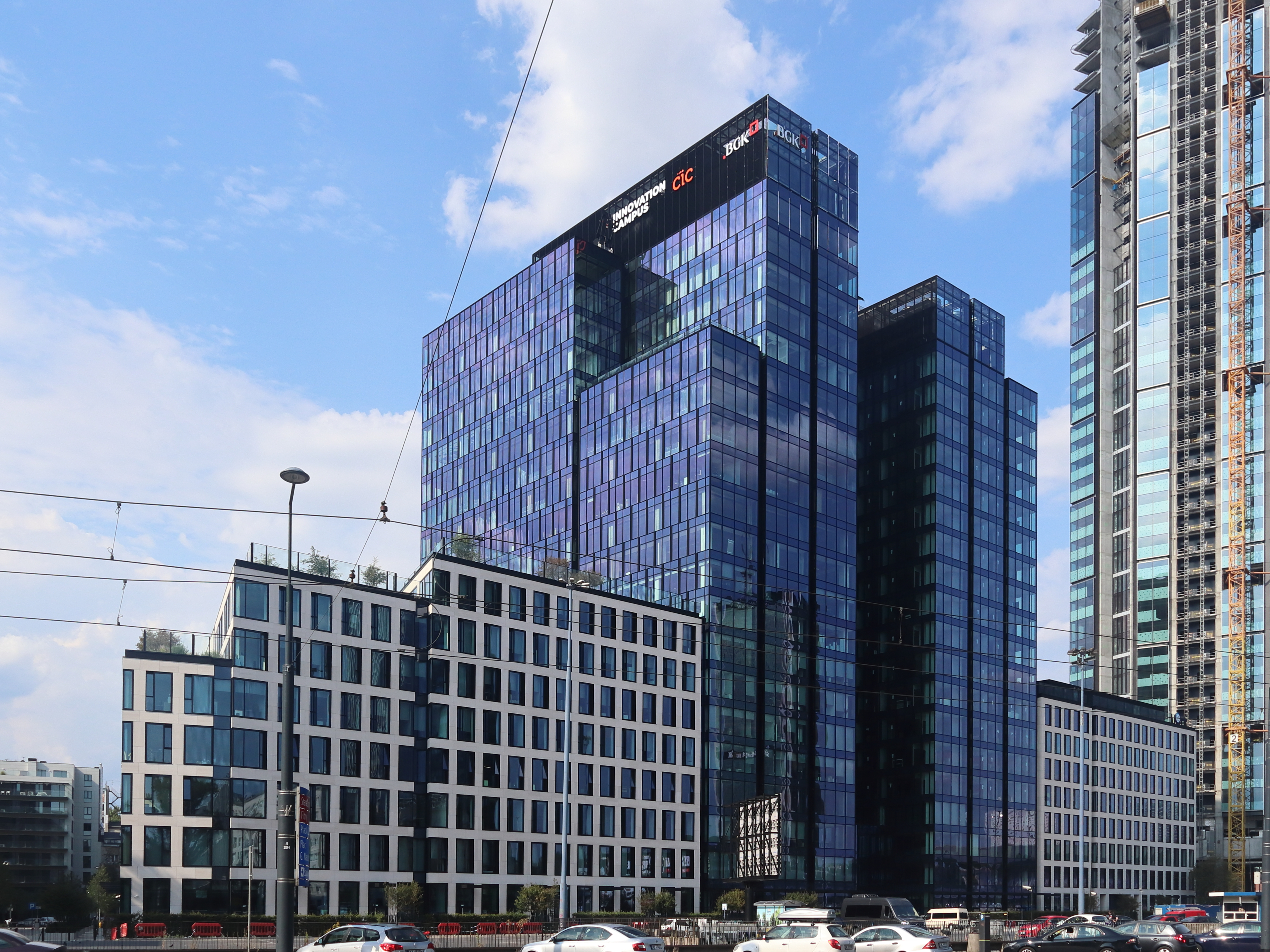
Tymczasowa siedziba banku w kompleksie biurowym Varso (2020)

Siedziba centrali BGK do grudnia 1931 r. znajdowała się jednocześnie w kilku lokalizacjach w Warszawie. W 1927 r. część departamentów centrali przeniesiona została do będącego od 1924 r. własnością BGK pałacu Tyszkiewiczów-Potockich przy Krakowskim Przedmieściu 32. W latach 1928–1931 wzniesiono według projektu Rudolfa Świerczyńskiego gmach banku w Alejach Jerozolimskich 7 w Warszawie.
W związku z modernizacją gmachu Centrala BGK została przeniesiona do siedziby tymczasowej w kompleksie biurowym Varso przy ul. Chmielnej 73.

#### Przemysł
Bank Gospodarstwa Krajowego, zgodnie ze swoimi statutowymi zadaniami, od początku swojego istnienia wspierał finansowo rozwój krajowej gospodarki. Instytucje i przedsiębiorstwa państwowe zawsze były dla BGK grupą priorytetową. BGK angażował się finansowo we wszystkie najważniejsze inwestycje II RP. Wśród nich znajduje się np. port i stocznia w Gdyni. Jedną z form aktywności BGK w tej dziedzinie były podejmowane przez BGK na zlecenie rządu działania, mające na celu finansową ochronę oraz modernizację przedsiębiorstw strategicznych z punktu widzenia gospodarczych i militarnych interesów państwa. To stało się podstawą powstania tzw. koncernu BGK, w skład którego wchodziły przedsiębiorstwa o dużym znaczeniu dla krajowej gospodarki i obronności kraju. Nieprzerwanie do wybuchu II wojny do bankowego koncernu należało Towarzystwo Starachowickich Zakładów Górniczych, Towarzystwo Eksploatacji Soli Potasowych, Przemysł Chemiczny w Polsce „Boruta” z siedzibą w Zgierzu, Zakłady Chemiczne „Grodzisk” oraz Stowarzyszenie Mechaników Polskich z Ameryki. Wszystkie one zostały w latach 1931–1933 oddłużone przez BGK. Do bankowego koncernu należał również założony w 1926 r. polsko-brytyjski The British and Polish Trade Bank z siedzibą w Gdańsku i polsko-francuski Banque de Silésie w Katowicach. Czasowo do koncernu BGK należały m.in. oddłużone przez bank Zakłady Mechaniczne „Ursus”, Fabryka Obrabiarek „Pionier”, Polskie Towarzystwo Akumulatorowe, AZOT z Jaworzna i Polskie Zjednoczenie Rybaków Morskich. Inną formą ochrony strategicznych interesów państwa było obejmowanie przez BGK udziałów w przedsiębiorstwach. Począwszy od 1936 r. BGK włączony został w realizację planów inwestycyjnych państwa – Centralny Okręg Przemysłowy.

#### Budownictwo mieszkaniowe
Budownictwo mieszkaniowe było drugim po kredytowaniu przedsiębiorstw oraz instytucji państwowych przedmiotem aktywności przedwojennego BGK. Kredytowanie budownictwa, poza zaspokojeniem potrzeb mieszkaniowych, traktowane było jako jedno z narzędzi pobudzania koniunktury. Finansowanie budownictwa prowadzone było poprzez obsługę funduszy państwowych oraz przy udziale środków własnych BGK.
BGK był jednym z udziałowców Towarzystwa Osiedli Robotniczych. Do wybuchu wojny, pod marką TOR, wybudowano w całym kraju ok. 9 tys. mieszkań. Jedną z formą kredytowania przez BGK budownictwa mieszkaniowego była emisja obligacji budowlanych. Pierwsza emisja miała miejsce w 1928 r. i opiewała na 191 tys. zł. BGK obsługiwał również Fundusz Kwaterunku Wojskowego utworzony w 1927 r. przy Ministerstwie Spraw Wojskowych. Fundusz powołano w celu finansowania budowy domów mieszkalnych dla oficerów i żonatych podoficerów zawodowych. Inwestycje budowlane ze środków funduszu realizowano w ponad 50 miastach, z których najsłynniejsze powstały w Warszawie. Jedną z takich inwestycji była kontynuacja rozpoczętej w 1922 r. budowy osiedla mieszkaniowego Żoliborz Oficerski. W roku 1935 BGK zorganizował Wystawę Budowlano-Mieszkaniową na osiedlu Koło w Warszawie.
Swój udział w budownictwie mieszkaniowym, głównie na terenie Warszawy, miał również Fundusz Emerytalny Pracowników BGK. Ze środków funduszu w okresie międzywojennym wybudowano 10 budynków mieszkalnych przeznaczonych na mieszkania służbowe pracowników BGK oraz wynajem. Bank administrował też funduszami celowymi rządu, między innymi Funduszem Pomocy Instytucjom Kredytowym, Państwowym Funduszem Budowlanym, Państwowym Funduszem Kredytowym i Funduszem Pracy. Na przełomie lat dwudziestych i trzydziestych Bank Gospodarstwa Krajowego stał się jednym z największych banków II Rzeczypospolitej, pełniąc rolę podstawowego uczestnika restrukturyzacji gospodarki. W BGK zatrudnionych było wraz z personelem technicznym od 1000 w 1924 r. do ponad 1500 w 1939 r. pracowników, z czego ok. połowa w centrali i mieszczącym się w jej siedzibie oddziale głównym.

### II wojna światowa
6 września 1939 r. z warszawskiego Dworca Wschodniego rusza w kierunku Równego, gdzie BGK miał swój oddział, specjalny pociąg ewakuacyjny zorganizowany przez prezesa Góreckiego. W Równem miała znajdować się tymczasowa siedziba BGK na czas wojny. W Warszawie pozostała część kierownictwa, niezbędna do bezpośredniego zarządzania Bankiem. W pociągu znajdowały się najważniejsze dokumenty banku, papiery wartościowe, depozyty, w tym depozyty z Pelplina i Biblioteki Narodowej (np. Biblia Gutenberga, Kazania Świętokrzyskie, partytury Chopina) oraz 2,4 mln złotych w gotówce. Ewakuowanych zostało także ok. 350 pracowników centrali wraz z rodzinami.

#### BGK na emigracji
17 września 1939 r., czyli w dniu agresji sowieckiej, wicepremier i minister skarbu Eugeniusz Kwiatkowski wydał prezesowi BGK polecenie ewakuacji całego sztabu kryzysowego BGK do Rumunii. Kierownictwo BGK sporządziło notatkę, że czyni to na wyraźne polecenie „władz tak bezpośrednich, jak i nadzorczych” i 17 września przekroczyło w Kutach granicę polsko-rumuńską. Tymczasową siedzibą emigracyjnego kierownictwa BGK stał się na krótko Bukareszt, a następnie Paryż, skąd po klęsce Francji w czerwcu 1940 r. kierownictwo BGK przenosi się do Londynu. Pierwsze działania emigracyjnych struktur banku skoncentrowane były na zabezpieczeniu środków BGK na rachunkach bankowych w krajach nieobjętych wojną. Środki te, w wysokości ok. 10 mln zł., ulokowane były głównie w bankach USA, Wielkiej Brytanii i Szwecji. Przelania tych środków na rachunek BGK domagało się również pod wpływem nacisków Niemców krajowe kierownictwo banku. We wrześniu 1941 r. premier Rządu RP na Uchodźstwie odwołuje gen. Romana Góreckiego ze stanowiska prezesa BGK. Nowym prezesem ze względów proceduralnych w 1943 r. został Karol Aleksandrowicz.

#### BGK w okupowanej Polsce
W miastach, które znalazły się na terenach zajętych przez Sowietów, oddziały BGK zlikwidowano. Na terenach przyłączonych do III Rzeszy oddziały BGK, podobnie jak oddziały innych polskich państwowych banków, postawiono w stan likwidacji. W Generalnym Gubernatorstwie centrala BGK oraz niezależnie od niej oddziały wraz z częścią przedwojennych pracowników funkcjonowały w ograniczonym zakresie, pod niemieckim kierownictwem. W październiku 1939 r. pracownicy centrali BGK założyli spółdzielnię pracy „Spólnota”, której celem była finansowa pomoc dla bezrobotnych pracowników BGK oraz działalność konspiracyjna, za którą wielu członków spółdzielni zapłaciło karą śmierci. Jedna z kas pancernych w gmachu centrali BGK służyła do przechowywania środków finansowych Armii Krajowej. W 1941 r. w centrali i oddziałach BGK zatrudnionych było 498 pracowników, w 1942 r. 462, z czego 360 w centrali. W sierpniu 1944 r. gmach centrali BGK zajęły niemieckie oddziały, Stacjonowały w nim do końca Powstania Warszawskiego. Jako jeden z nielicznych budynków w tej części Warszawy, nie został on przez wojska niemieckie zniszczony.
Po upadku Powstania Warszawskiego pracownicy centrali BGK zostali wraz z ludnością Warszawy wywiezieni z miasta w głąb Niemiec. Pod koniec października 1944 r. były zarządca komisaryczny BGK dyr. Zieliński otrzymał od władz niemieckich polecenie powrotu z grupą pracowników centrali do Warszawy w celu przygotowania do wywiezienia mienia BGK. Niemcy wywieźli ze zdewastowanych wnętrz gmachu BGK maszyny, dywany, część akt oraz 30 mln zł wydobytych ze skarbca przez otwór pod drzwiami, których nie udało im się wysadzić.

### Koniec wojny oraz okres powojenny
Powojenna historia BGK zaczęła się jeszcze w czasie wojny. 12 sierpnia 1944 r. pracownicy lubelskiego oddziału BGK uruchomili pierwszą w kraju placówkę BGK. Miesiąc później również z inicjatywy pracowników BGK, rozpoczął działalność oddział w Rzeszowie. W lutym 1945 r., w przedwojennej siedzibie łódzkiego oddziału BGK przy Al. Kościuszki 63, uruchomiono oddział i centralę BGK. W tym samym roku na warszawskiej Pradze, w jednym z budynków biurowych Warszawskiej Wytwórni Wódek „Koneser” przy Ząbkowskiej 27, powstał warszawski oddział BGK.
W kwietniu 1946 r. prezesem BGK został prof. Edward Lipiński. Pod jego kierownictwem bank nabrał rozpędu. Z budżetu państwa, za pośrednictwem Ministerstwa Skarbu, otrzymał środki na kredytowanie odbudowy przemysłu i budownictwa ze zniszczeń wojennych.
W 1948 r. na mocy dekretu o reformie systemu bankowego, BGK miał zostać przekształcony w Bank Inwestycyjny, a część kompetencji miał przejąć Narodowy Bank Polski. BGK posiadał wówczas 29 oddziałów, stan zatrudnienia wynosił 3029 osób, z czego w centrali 685, w oddziałach 2344. Z formalnego punktu widzenia do całkowitej likwidacji BGK nigdy nie doszło. Rola banku w latach 1948–1989 r. ograniczała się głównie do obsługi przedwojennego zadłużenia zagranicznego (głównie tzw. pożyczka ulenowska) oraz działań o charakterze likwidacyjno-windykacyjnym z zakresu własnej działalności banku w okresach przedwojennym, okupacyjnym i powojennym oraz likwidacji przedwojennego sektora bankowego. Początek wygaszania operacyjnej działalności BGK polegał na przekształcaniu jego oddziałów w delegatury przy powstałych na ich miejscu oddziałach Banku Inwestycyjnego. Koncepcja całkowitej fuzji z Bankiem Inwestycyjnym nie została jednak zrealizowana ze względu na odrębny charakter zadań obydwu instytucji.
Na początku lat 50. rozpoczął się proces wydzielania ze struktur Banku Inwestycyjnego struktur BGK. W 1950 r. BGK otrzymał własny budżet. W szczątkowo funkcjonującej centrali powstały trzy wydziały: likwidacji kredytów własnych, akcji zleconych i księgowości.

### BGK w PRL
Po roku 1949 liczba pracowników zatrudnionych w BGK systematycznie malała. 1951 r. – 230/150 osób, 1955 r. – 77 osób, 1957 r. – 53 osoby, 1962 r. – 29 osób. Zadania BGK w okresie 1949–1989 stawały się do tego stopnia marginalne, że w latach 80. w BGK zatrudnionych było zaledwie trzech pracowników, urzędujących w siedzibie Ministerstwa Finansów.
26 czerwca 1961 r. wszedł w życie nowy statut BGK. Zakres działań banku obejmował czynności o charakterze likwidacyjno-windykacyjnym oraz zadania zlecane przez Ministra Finansów. Bankiem kierował mianowany przez Ministra Finansów dyrektor i jego zastępca. Przed 1 czerwca 1989 r. „aktywa” BGK sprowadzały się do nieobsadzonej, społecznej funkcji dyrektora banku oraz dwóch szaf z dokumentami w podziemiach Banku Handlowego w Warszawie w wieżowcu przy ul. Chałubińskiego 8 w Warszawie.
1 czerwca 1989 decyzją Ministra Finansów „o uaktywnieniu” BGK powołany został etatowy dyrektor banku – Czesław Gawłowski, który w listopadzie tego samego roku został prezesem BGK. 28 lipca 1989 na mocy zarządzenia Ministra Finansów wszedł w życie nowy statut BGK. Głównym zadaniem reaktywowanego BGK było finansowanie „efektywnych inwestycji podejmowanych przez wszelkie podmioty gospodarcze”, „tworzenie nowych podmiotów gospodarczych” oraz finansowanie „przedsięwzięć o podwyższonym stopniu ryzyka”. BGK uzyskał również m.in. prawo do obrotu i emisji papierów wartościowych w imieniu i na rachunek Skarbu Państwa. W nowy zakres działalności reaktywowanego BGK weszła ponadto administracja funduszami powierzonymi przez organy państwowe i osoby prawne oraz prawo tworzenia spółek prawa handlowego i cywilnego oraz spółdzielni.
Pod koniec 1989 w BGK na 35 etatach zatrudnionych było 42 pracowników.

### Działalność po transformacji ustrojowej

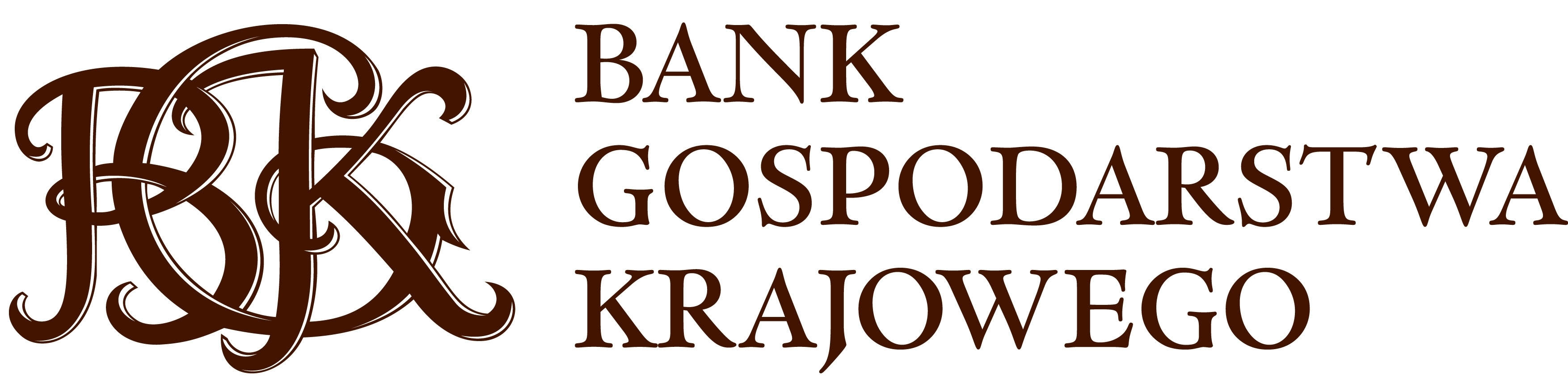
Logotyp banku używany do 2015

W 1990 bank przeniósł się do pomieszczeń wynajętych w Pałacu Kultury i Nauki. W 1997 bank odzyskał swoją historyczną siedzibę przy Al. Jerozolimskich 7.
W latach 1990–2002 był głównym akcjonariuszem Banku Rozwoju Budownictwa Mieszkaniowego.
W 2015 bank zmienił logotyp i identyfikację wizualną.

## Zarząd[11]
- Mirosław Czekaj – prezes zarządu
- Marta Postuła – pierwszy wiceprezes zarządu
- Maciej Kliś – wiceprezes zarządu
- Leszek Stypułkowski – członek zarządu
- Jarosław Dąbrowski – członek zarządu
- Mateusz Szczurek – członek zarządu

## Prezesi
- Jan Kanty Steczkowski – od 21 maja 1924 do 1 lipca 1927
- Roman Górecki – od 1 lipca 1927 do października 1935, od 26 maja 1936 do 1 października 1941
- Karol Alexandrowicz – od lutego 1943 do 26 marca 1946
- Edward Lipiński – od kwietnia 1946 do 1 lipca 1948
- Jan Wojnar – od lipca 1948 do 15 października 1949
- Czesław Gawłowski – od 1 kwietnia 1989 do 21 lipca 1991
- Mariusz Stolarz – od 25 października 1991 do 30 września 1993
- Danuta Chmielewska – od 25 lutego 1994 do 30 czerwca 1996; od 1 września 1993 do 24 lutego 1994, p.o.
- Waldemar Nowak – od 1 lipca 1996 do 12 lutego 1997
- Danuta Chmielewska – od 13 lutego 1997 do 25 lutego 1998
- Ryszard Pazura – od 1 marca 1998 do 30 września 2002
- Witold Koziński – od 21 października 2002 do 31 stycznia 2004
- Andrzej Dorosz – od 1 lutego 2004 do 16 maja 2006
- Wojciech Kuryłek – od 1 lipca 2006 do 24 maja 2007
- Ireneusz Fąfara – od 26 lipca 2007 do 23 października 2009; od 24 maja 2007 do 25 lipca 2007, p.o.
- Tomasz Mironczuk – od 23 października 2009 do 20 kwietnia 2011
- Dariusz Daniluk – od 20 kwietnia 2011 do 14 czerwca 2013
- Dariusz Kacprzyk – od 14 czerwca 2013 do 7 marca 2016
- Mirosław Panek – od 8 marca 2016 do października 2016, p.o.
- Beata Daszyńska-Muzyczka – od 9 grudnia 2016 do 11 stycznia 2024
- Paweł Nierada – od 11 stycznia 2024 do 11 kwietnia 2024, p.o.[12]
- Mirosław Czekaj – od 12 kwietnia 2024[13]